# Пятаков, Леонид Леонидович
Леони́д Леони́дович Пятако́в (22 сентября [4 октября] 1888 — 25 декабря 1917 [7 января 1918]) — большевик, революционер, участник борьбы за Советскую власть на Украине, брат Георгия Пятакова.

## Биография
Родился в 1888 году на Мариинском сахарном заводе (местечко Городище, Черкасский уезд Киевской губернии) в семье инженера-технолога, затем директора завода Леонида Тимофеевича Пятакова (1847—1915) и дочери предпринимателя Александры Ивановны Мусатовой. Окончил Киевское реальное училище святой Екатерины (1905) и химическое отделение Киевского политехнического института (1910), служил в армии вольноопределяющимся, под влиянием младшего брата Георгия стал марксистом, вёл революционную пропаганду среди солдат. Мать также сочувствовала левым идеям, в 1912 в её доме хранились документы Киевской организации РСДРП.
С 1914 года Леонид работал инженером в Донбассе, был уволен за «попустительство» рабочим, с началом 1 мировой войны призван в армию как рядовой (из-за «неблагонадёжности» не получил звание прапорщика), участвовал в боях на Юго-Западном фронте; за храбрость награждён Георгиевскими крестами. В связи с болезнью в 1916 году переведён инженером на оборонное предприятие в Баку, где установил связь с большевиками и вступил в РСДРП.
После Февральской революции 1917 года вернулся в Киев. Возглавлял Военную организацию при Киевском комитете РСДРП(б), участвовал в создании Красной Гвардии. 3 (16) августа избран членом Киевского комитета РСДРП(б). 27 октября (9 ноября) был избран председателем Киевского ревкома по руководству восстанием, 28 октября (10 ноября) арестован юнкерами, 1 (14) ноября освобождён восставшими рабочими. 30 ноября (13 декабря) вновь арестован, 1 (14) декабря освобождён в результате забастовки протеста рабочих Киева. На 1-м Всеукраинском съезде Советов, который состоялся в Харькове в декабре 1917 года, был избран членом Всеукраинского ЦИК. Также избран от большевиков членом Учредительного собрания. Один из руководителей подготовки вооруженного восстания против украинской Центральной Рады, провозгласившей себя 7 ноября верховной властью на Украине.
25 декабря 1917 года (7 января 1918 года) был арестован неизвестными казаками и уведён. Центральная рада в лице генерального секретаря военных дел Николая Порша заявила о своей непричастности к аресту, однако созданная 20 декабря 1917 года (2 января 1918 года) специальная следственная комиссия в июне 1918 получила показания ротмистра Украинского гусарского полка Я. Б. Журавского, что приказ об аресте был получен от правительства и Леонид Пятаков убит его казаками. Тело большевистского лидера со следами зверских пыток было найдено близ Поста-Волынского под Киевом 15 (28) января 1918 года. Это событие стало катализатором начала Январского восстания против Центральной рады. После установления Советской власти в Киеве Леонида Пятакова 1 (14) февраля 1918 года с почестями похоронили на Байковом кладбище. Выступая со словами прощания на траурном митинге, его брат Георгий Пятаков торжественно присягнул бороться за дело революции далее за двоих — за себя и за брата… 4 (17) февраля 1918 года Леонида Пятакова перезахоронили в братской могиле в Мариинском парке.